# Jon Jonsson i Hertsjö
Jonas (Jon) Jonsson (i riksdagen kallad Jonsson i Hertsjö), född 2 oktober 1836 i Bollnäs, död där 14 oktober 1915, var en svensk lantbrukare och riksdagsman. 
Jonsson, som var hemmansägare i Hertsjö, var ledamot i styrelsen för Bollnäs sparbank 1888–1896 samt kontrollant vid Gefleborgs Enskilda Banks kommissionskontor i Bollnäs från 1896.
Jonsson var riksdagsledamot i andra kammaren 1885–1887 för Södra Hälsinglands västra tingslags valkrets. 